# Thompsonia affinis
Thompsonia affinis är en kräftdjursart. Thompsonia affinis ingår i släktet Thompsonia och familjen Thompsoniidae. Inga underarter finns listade i Catalogue of Life.